# Josef Václav Najman
Josef Václav Najman, též J. V. Najman, či Josef Václav Najman-Skalský (20. dubna 1882 Skála – 4. prosince 1937 Praha), byl český politik, redaktor, autor ekonomických publikací, novinář a představitel živnostenské strany v období československé první republiky.

## Život
Začínal jako obchodník, později se stal novinářem. Spolupracoval s politikem a obchodníkem Rudolfem Mlčochem, společně se založili o vývoj Československé živnostensko-obchodnické strany středostavovské, jejíž se též v roce 1919 stal členem. Stál též u vzniku jejího tiskového orgánu Reforma (V roce 1931 byl název tisku změněn na Národní střed). V roce 1930 se stal předsedou Československé živnostensko-obchodnické strany středostavovské, tuto funkci zastával až do své smrti v roce 1937.
Cítil nutnost vzájemné spolupráce a podpory středního stavu (převážně obchodníků a malých i středních podnikatelů), které viděl pod tlakem velkých podniků, bank a tehdejší hospodářské krize. Podle jeho názorů sociální demokracie ani odbory dostatečně nehájily jejich zájmy. Svou kampaň na vytváření organizací hájících živnostníky a obchodníky zahájil v roce 1905 ve svých rodných východních Čechách, poté začal působil v Praze.
Od roku 1920 byl poslancem Národního shromáždění, v letech 1926–1929 zastával funkci ministra železnic, od roku 1935 až do své smrti funkci ministra průmyslu, obchodu a živností. Úzce spolupracoval s agrární stranou, v duchu Mlčochovy koncepce však zároveň své straně zachoval politickou středovou nezávislost.